# Metachorista
Metachorista es un género de polillas tortrícidas categorizado en la tribu Schoenotenini, de la subfamilia Tortricinae. Fue descrito por Edward Meyrick en 1938.

## Especies
- Metachorista austera Diakonoff, 1954
- Metachorista caliginosa Diakonoff, 1973
- Metachorista deltophora Diakonoff, 1954
- Metachorista evidens Diakonoff, 1973
- Metachorista loepa Diakonoff, 1954
- Metachorista longiseta Razowski, 2013
- Metachorista megalophrys Diakonoff, 1954
- Metachorista mesata Diakonoff, 1954
- Metachorista refracta Diakonoff, 1954
- Metachorista spermatodesma Diakonoff, 1974
- Metachorista tineoides Diakonoff, 1954
- Metachorista ursula Meyrick, 1938